# Курбаш
Курба́ш (чув. Курпаш) — посёлок в Буинском районе Республики Татарстан, в составе Мокросавалеевского сельского поселения.

## География
Посёлок находится на реке Карла, между деревней Протопопово и селом Мокрая Савалеевка, в 19 километрах к западу от города Буинск.

## История
Посёлок основан в 1920-х годах. С момента образования находился в Буинской волости Буинского кантона ТАССР. С 10 августа 1930 года в Буинском районе.

## Население
| 1926 | 1938 | 1949 | 1958 | 1970 | 1979  | 1989 | 2002 | 2010 |
| ---- | ---- | ---- | ---- | ---- | ----- | ---- | ---- | ---- |
| 69   | 55 ↘ | 60 ↗ | 68 ↗ | 90 ↗ | 107 ↗ | 72 ↘ | 63 ↘ | 76 ↗ |

## Экономика
Полеводство.

## Транспортная инфраструктура
Через посёлок проходит автомобильная дорога регионального значения 16 ОП РЗ 16К-0612 (Вольный Стан - Яшевка).